# Dhunche
Dhunche (in nepalese धुन्चे) è una municipalità del Nepal, capoluogo del distretto di Rasuwa.